# Шесто чуло (ТВ серија)
„Шесто чуло“ је српска телевизијска серија која је емитована на каналу Пинк ТВ 2010. године. Серија је приказана у 6 епизода, после сваке епизоде је емитована емисија типа ријалити шоуа, где су гледаоци гласали кога желе да ослободе из затвора. У другој епизоди као специјални гост појављује се Милан Гутовић. 
За серију су биле задужене продукцијске куће Адреналин и РТВ Пинк. Сценарио су писали Бобан Јевтић, Ђорђе Милосављевић и Милан Коњевић, а режирали су Дејан Зечевић и Небојша Радосављевић.

## Списак епизода
| Редни број | Назив епизоде             | Премијерно емитовање |
| ---------- | ------------------------- | -------------------- |
| 1          | Балканпол                 | 1. март 2010.        |
| 2          | Двоструко осигурање       | 21. март 2010.       |
| 3          | Силуета                   | 28. март 2010.       |
| 4          | Мемоари невидљивог човека | 11. април 2010.      |
| 5          | Виминацијум               | 18. април 2010.      |
| 6          | Отмица                    | 25. април 2010.      |

## Улоге
| Глумац                   | Улога              |
| ------------------------ | ------------------ |
| Тихомир Арсић            | Арсеније Пашић     |
| Ванеса Радман            | Луција Скоков      |
| Милена Дравић            | Начелница полиције |
| Миодраг Крстовић         | Магистар           |
| Владимир Тешовић         | Петар              |
| Мира Бањац               | Пашићева мајка     |
| Велимир Бата Живојиновић | Маузер             |
| Мето Јовановски          | Владимир           |
| Ивана Вукчевић           | Тања Савић         |
| Јовица Михајловски       | Професор Тодоров   |
| Радован Миљанић          | Петар Исаковић     |
| Богољуб Динић            | Комшија Јоле       |